# The Ashes

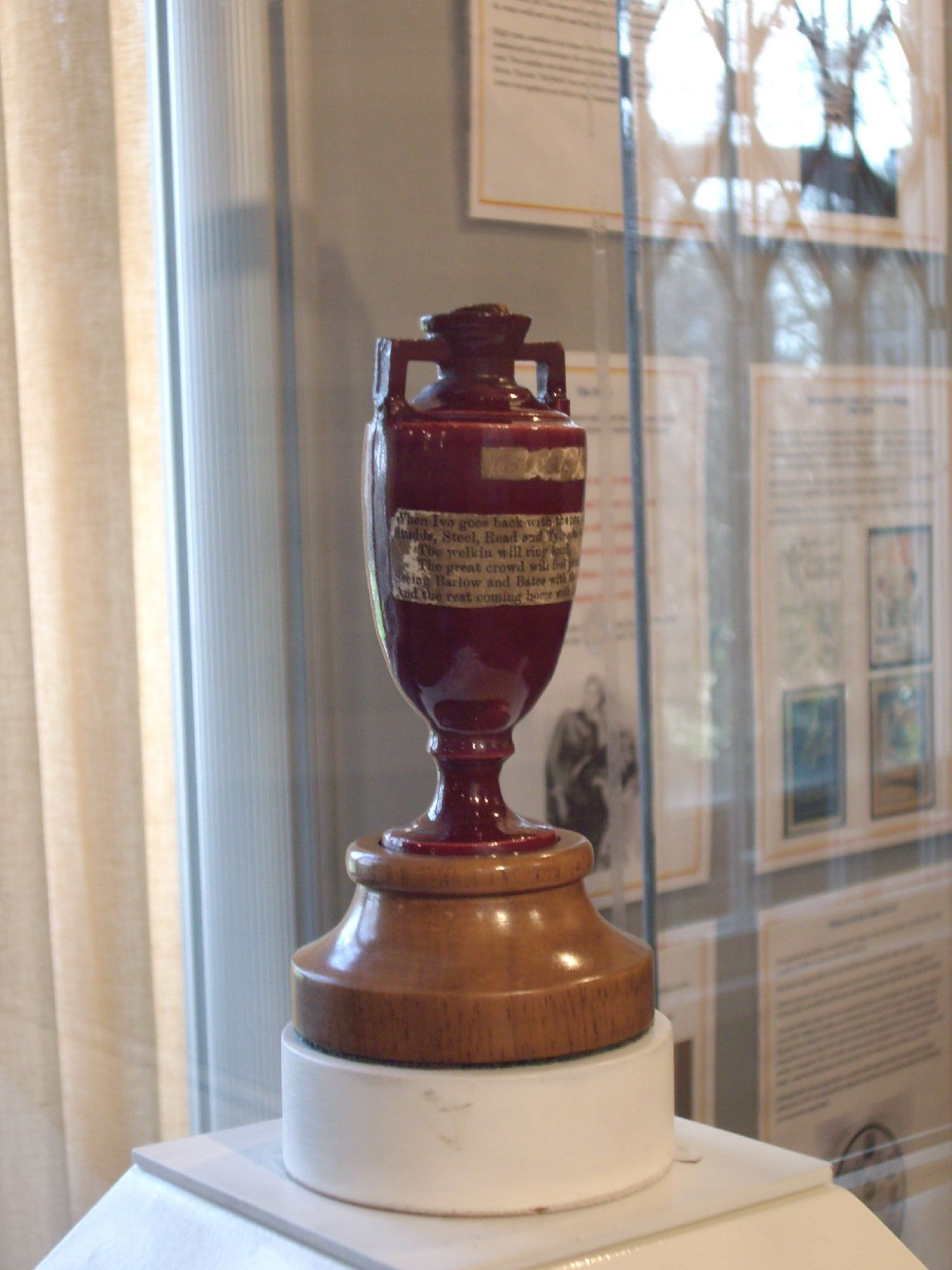
La urna de las cenizas, hecha de terracota y de unos 15 cm de altura

The Ashes es una serie de test cricket que se juega entre las selecciones de Inglaterra y Australia. Se considera que The Ashes (Las cenizas) están en poder del equipo que gane la última serie. Si la serie queda en empate, el anterior campeón retiene el trofeo.
El término se originó en un obituario satírico publicado en un periódico británico, The Sporting Times, inmediatamente después de la victoria de Australia en 1882 en The Oval, su primera victoria en un test en suelo inglés. En el obituario se afirmaba que el críquet inglés había muerto, y que "el cuerpo será incinerado y las cenizas llevadas a Australia". El mito de las cenizas nació inmediatamente en la serie de 1882-83 que se jugó en Australia, al declarar el capitán inglés Ivo Bligh antes de jugar que se comprometía a "recuperar esas cenizas". Los medios de comunicación ingleses, por lo tanto, apodaron a la gira como la búsqueda para recuperar las cenizas.
Después de que Inglaterra ganara dos de las tres pruebas de la gira, un grupo de mujeres de Melbourne, entre ellas Florence Morphy, con quien Bligh se casó en el plazo de un año, le regaló una pequeña urna a Bligh. El contenido de la urna tiene fama de ser las cenizas de una urna de madera y fueron descritas humorísticamente como "las cenizas del críquet australiano". No está claro si esa "pequeña urna de plata" es la misma que la pequeña urna de terracota entregada al Marylebone Cricket Club por la viuda de Bligh después de su muerte en 1927.
La urna nunca ha sido el trofeo oficial de la serie The Ashes, habiendo sido un regalo personal para Bligh. Sin embargo, las réplicas de la urna sí que se entregan como trofeo y símbolo de su victoria en la serie. Desde la serie de 1998-99, se ha entregado como trofeo oficial de la serie una representación de la urna en cristal de Waterford (llamada el Trofeo de las Cenizas, Ashes Trophy). Independientemente de cuál sea la selección que albergue la serie, la urna permanece en el Museo del Marylebone Cricket Club en Lord's; sin embargo, se ha llevado a Australia para exhibirla en dos ocasiones: como parte de las celebraciones del bicentenario australiano en 1988 y para acompañar a la serie en 2006-07.
Una serie de The Ashes se juega tradicionalmente en cinco tests, organizadas por Inglaterra y Australia al menos una vez cada dos años. Ha habido 73 series: Australia ha ganado 34, Inglaterra 32 y 7 fueron empate.

## Ediciones
| Serie | Año     | Organizador | Inicio                  | Partidos jugados | Victorias de Australia | Victorias de Inglaterra | Empate | Vencedor   |
| ----- | ------- | ----------- | ----------------------- | ---------------- | ---------------------- | ----------------------- | ------ | ---------- |
| 1     | 1882-83 | Australia   | 30 de diciembre de 1882 | 3                | 1                      | 2                       | 0      | Inglaterra |
| 2     | 1884    | Inglaterra  | 11 de julio de 1884     | 3                | 0                      | 1                       | 2      | Inglaterra |
| 3     | 1884-85 | Australia   | 12 de diciembre de 1884 | 5                | 2                      | 3                       | 0      | Inglaterra |
| 4     | 1886    | Inglaterra  | 5 de julio de 1886      | 3                | 0                      | 3                       | 0      | Inglaterra |
| 5     | 1886-87 | Australia   | 28 de enero de 1887     | 2                | 0                      | 2                       | 0      | Inglaterra |
| 6     | 1887-88 | Australia   | 10 de febrero de 1888   | 1                | 0                      | 1                       | 0      | Inglaterra |
| 7     | 1888    | Inglaterra  | 16 de julio de 1888     | 3                | 1                      | 2                       | 0      | Inglaterra |
| 8     | 1890    | Inglaterra  | 21 de julio de 1890     | 2 (3)            | 0                      | 2                       | 0      | Inglaterra |
| 9     | 1891-92 | Australia   | 1 de enero de 1892      | 3                | 2                      | 1                       | 0      | Australia  |
| 10    | 1893    | Inglaterra  | 17 de julio de 1893     | 3                | 0                      | 1                       | 2      | Inglaterra |
| 11    | 1894-95 | Australia   | 14 de diciembre de 1894 | 5                | 2                      | 3                       | 0      | Inglaterra |
| 12    | 1896    | Inglaterra  | 22 de junio de 1896     | 3                | 1                      | 2                       | 0      | Inglaterra |
| 13    | 1897-98 | Australia   | 13 de diciembre de 1897 | 5                | 4                      | 1                       | 0      | Australia  |
| 14    | 1899    | Inglaterra  | 1 de junio de 1899      | 5                | 1                      | 0                       | 4      | Australia  |
| 15    | 1901-02 | Australia   | 13 de diciembre de 1901 | 5                | 4                      | 1                       | 0      | Australia  |
| 16    | 1902    | Inglaterra  | 29 de mayo de 1902      | 5                | 2                      | 1                       | 2      | Australia  |
| 17    | 1903-04 | Australia   | 11 de diciembre de 1903 | 5                | 2                      | 3                       | 0      | Inglaterra |
| 18    | 1905    | Inglaterra  | 29 de mayo de 1905      | 5                | 0                      | 2                       | 3      | Inglaterra |
| 19    | 1907-08 | Australia   | 13 de diciembre de 1907 | 5                | 4                      | 1                       | 0      | Australia  |
| 20    | 1909    | Inglaterra  | 27 de mayo de 1909      | 5                | 2                      | 1                       | 2      | Australia  |
| 21    | 1911-12 | Australia   | 15 de diciembre de 1911 | 5                | 1                      | 4                       | 0      | Inglaterra |
| 22    | 1912    | Inglaterra  | 27 de mayo de 1912      | 3                | 0                      | 1                       | 2      | Inglaterra |
| 23    | 1920-21 | Australia   | 17 de diciembre de 1920 | 5                | 5                      | 0                       | 0      | Australia  |
| 24    | 1921    | Inglaterra  | 28 de mayo de 1921      | 5                | 3                      | 0                       | 2      | Australia  |
| 25    | 1924-25 | Australia   | 19 de diciembre de 1924 | 5                | 4                      | 1                       | 0      | Australia  |
| 26    | 1926    | Inglaterra  | 12 de junio de 1926     | 5                | 0                      | 1                       | 4      | Inglaterra |
| 27    | 1928-29 | Australia   | 30 de noviembre de 1928 | 5                | 1                      | 4                       | 0      | Inglaterra |
| 28    | 1930    | Inglaterra  | 13 de junio de 1930     | 5                | 2                      | 1                       | 2      | Australia  |
| 29    | 1932-33 | Australia   | 2 de diciembre de 1932  | 5                | 1                      | 4                       | 0      | Inglaterra |
| 30    | 1934    | Inglaterra  | 8 de junio de 1934      | 5                | 2                      | 1                       | 2      | Australia  |
| 31    | 1936-37 | Australia   | 4 de diciembre de 1936  | 5                | 3                      | 2                       | 0      | Australia  |
| 32    | 1938    | Inglaterra  | 10 de junio de 1938     | 4 (5)            | 1                      | 1                       | 2      | Empate     |
| 33    | 1946-47 | Australia   | 29 de noviembre de 1946 | 5                | 3                      | 0                       | 2      | Australia  |
| 34    | 1948    | Inglaterra  | 10 de junio de 1948     | 5                | 4                      | 0                       | 1      | Australia  |
| 35    | 1950-51 | Australia   | 1 de diciembre de 1950  | 5                | 4                      | 1                       | 0      | Australia  |
| 36    | 1953    | Inglaterra  | 11 de junio de 1953     | 5                | 0                      | 1                       | 4      | Inglaterra |
| 37    | 1954-55 | Australia   | 26 de noviembre de 1954 | 5                | 1                      | 3                       | 1      | Inglaterra |
| 38    | 1956    | Inglaterra  | 7 de junio de 1956      | 5                | 1                      | 2                       | 2      | Inglaterra |
| 39    | 1958-59 | Australia   | 5 de diciembre de 1958  | 5                | 4                      | 0                       | 1      | Australia  |
| 40    | 1961    | Inglaterra  | 8 de junio de 1961      | 5                | 2                      | 1                       | 2      | Australia  |
| 41    | 1962-63 | Australia   | 30 de noviembre de 1962 | 5                | 1                      | 1                       | 3      | Empate     |
| 42    | 1964    | Inglaterra  | 4 de abril de 1964      | 5                | 1                      | 0                       | 4      | Australia  |
| 43    | 1965-66 | Australia   | 10 de diciembre de 1965 | 5                | 1                      | 1                       | 3      | Empate     |
| 44    | 1968    | Inglaterra  | 6 de junio de 1968      | 5                | 1                      | 1                       | 3      | Empate     |
| 45    | 1970-71 | Australia   | 27 de noviembre de 1970 | 6 (7)            | 0                      | 2                       | 4      | Inglaterra |
| 46    | 1972    | Inglaterra  | 8 de junio de 1972      | 5                | 2                      | 2                       | 1      | Empate     |
| 47    | 1974-75 | Australia   | 29 de noviembre de 1974 | 6                | 4                      | 1                       | 1      | Australia  |
| 48    | 1975    | Inglaterra  | 10 de junio de 1975     | 4                | 1                      | 0                       | 3      | Australia  |
| 49    | 1977    | Inglaterra  | 16 de junio de 1977     | 5                | 0                      | 3                       | 2      | Inglaterra |
| 50    | 1978-79 | Australia   | 1 de diciembre de 1978  | 6                | 1                      | 5                       | 0      | Inglaterra |
| 51    | 1981    | Inglaterra  | 18 de junio de 1981     | 6                | 1                      | 3                       | 2      | Inglaterra |
| 52    | 1982-83 | Australia   | 12 de noviembre de 1982 | 5                | 2                      | 1                       | 2      | Australia  |
| 53    | 1985    | Inglaterra  | 13 de junio de 1985     | 6                | 1                      | 3                       | 2      | Inglaterra |
| 54    | 1986-87 | Australia   | 14 de noviembre de 1986 | 5                | 1                      | 2                       | 2      | Inglaterra |
| 55    | 1989    | Inglaterra  | 8 de junio de 1989      | 6                | 4                      | 0                       | 2      | Australia  |
| 56    | 1990-91 | Australia   | 23 de noviembre de 1990 | 5                | 3                      | 0                       | 2      | Australia  |
| 57    | 1993    | Inglaterra  | 3 de junio de 1993      | 6                | 4                      | 1                       | 1      | Australia  |
| 58    | 1994-95 | Australia   | 25 de noviembre de 1994 | 5                | 3                      | 1                       | 1      | Australia  |
| 59    | 1997    | Inglaterra  | 5 de junio de 1997      | 6                | 3                      | 2                       | 1      | Australia  |
| 60    | 1998-99 | Australia   | 20 de noviembre de 1998 | 5                | 3                      | 1                       | 1      | Australia  |
| 61    | 2001    | Inglaterra  | 5 de julio de 2001      | 5                | 4                      | 1                       | 0      | Australia  |
| 62    | 2002-03 | Australia   | 7 de noviembre de 2002  | 5                | 4                      | 1                       | 0      | Australia  |
| 63    | 2005    | Inglaterra  | 21 de julio de 2005     | 5                | 1                      | 2                       | 2      | Inglaterra |
| 64    | 2006-07 | Australia   | 23 de noviembre de 2006 | 5                | 5                      | 0                       | 0      | Australia  |
| 65    | 2009    | Inglaterra  | 8 de julio de 2009      | 5                | 1                      | 2                       | 2      | Inglaterra |
| 66    | 2010-11 | Australia   | 25 de noviembre de 2010 | 5                | 1                      | 3                       | 1      | Inglaterra |
| 67    | 2013    | Inglaterra  | 10 de julio de 2013     | 5                | 0                      | 3                       | 2      | Inglaterra |
| 68    | 2013-14 | Australia   | 21 de noviembre de 2013 | 5                | 5                      | 0                       | 0      | Australia  |
| 69    | 2015    | Inglaterra  | 8 de julio de 2015      | 5                | 2                      | 3                       | 0      | Inglaterra |
| 70    | 2017-18 | Australia   | 23 de noviembre de 2017 | 5                | 4                      | 0                       | 1      | Australia  |
| 71    | 2019    | Inglaterra  | 1 de agosto de 2019     | 5                | 2                      | 2                       | 1      | Empate     |
| 72    | 2021-22 | Australia   | 8 de diciembre de 2021  | 5                | 4                      | 0                       | 1      | Australia  |
| 73    | 2023    | Inglaterra  | 16 de junio de 2023     | 5                | 2                      | 2                       | 1      | Empate     |